# Erik Gawel

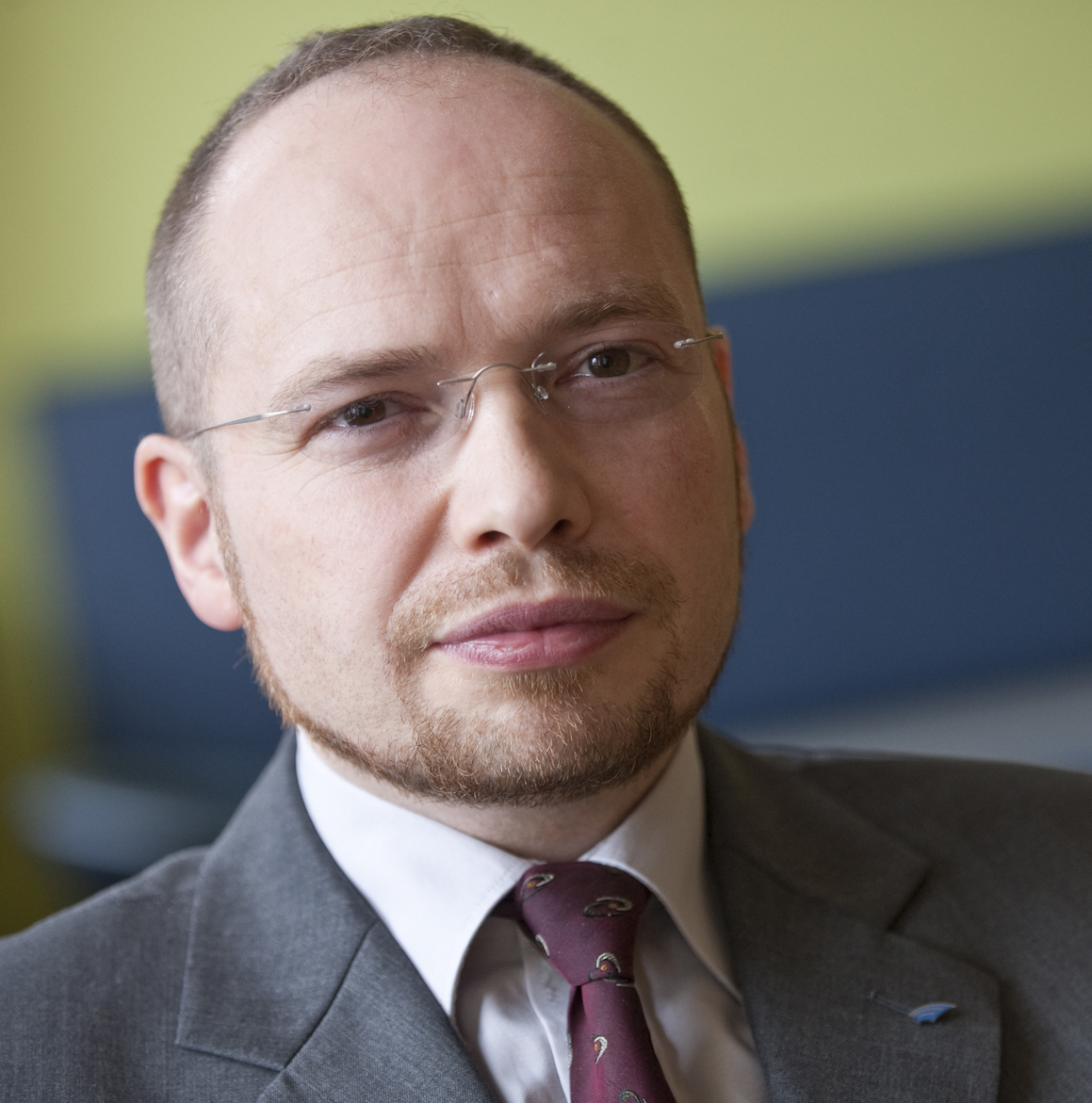
Erik Gawel

Erik Gawel (* 1963 in Siegen/Westf.) ist ein deutscher Wirtschaftswissenschaftler (VWL), Umweltökonom und Hochschullehrer. Er lehrt an der Universität Leipzig, arbeitet am Helmholtz-Zentrum für Umweltforschung – UFZ, Department Ökonomie, und ist als öffentlich bestellter und vereidigter Sachverständiger für die Kostenrechnung öffentlicher und gemeinwirtschaftlicher Betriebe tätig.

## Biographie
Nach dem Studium der Volkswirtschaftslehre an der Universität zu Köln wurde Gawel 1994 dort zum Dr. rer. pol. promoviert und habilitierte sich 2004 an der Universität Augsburg im Fach Volkswirtschaftslehre. 1995 war er Gastprofessor am DFG-Graduiertenkolleg „Risikoregulierung und Privatrechtssystem“ der Rechtswissenschaftlichen Fakultät der Universität Bremen.
Nach wissenschaftlichen Stationen u. a. am Finanzwissenschaftlichen Forschungsinstitut an der Universität zu Köln, dem Max-Planck-Institut zur Erforschung von Gemeinschaftsgütern in Bonn, und dem Zentrum für interdisziplinäre Forschung (ZiF) der Universität Bielefeld ist Gawel seit 2001 Professor für Volkswirtschaftslehre. Seit 2008 hat er an der Universität Leipzig in gemeinsamer Berufung mit dem Helmholtz-Zentrum für Umweltforschung in Leipzig eine Professur für Volkswirtschaftslehre, insbesondere Institutionenökonomische Umweltforschung, inne. An der Universität Leipzig ist er seit 2008 Direktor des Instituts für Infrastruktur und Ressourcenmanagement und zugleich stellvertretender Leiter, seit 2014 Leiter des Departments Ökonomie am UFZ. Gawel ist Mitinitiator des UFZ-Wissenschafts-Blogs „UMWELTforsch“ bei SciLogs.
Seit 2002 ist er öffentlich bestellter und vereidigter Sachverständiger für die Kostenrechnung öffentlicher und gemeinwirtschaftlicher Betriebe; die Bestellung erfolgt durch die IHK zu Leipzig, zuvor ab 2003 durch die Industrie- und Handelskammer Frankfurt am Main, davor durch die IHK zu Berlin.
Erik Gawel ist u. a. Mitglied
- der European Academy of Sciences and Art, Klasse „Sozial-, Rechts- und Wirtschaftswissenschaften“,
- des Ausschusses für Umwelt- und Ressourcenökonomik im Verein für Socialpolitik,
- des wissenschaftlichen Beirats der Zeitschriften „Energies“[6] und „Zeitschrift für Umweltpolitik und Umweltrecht“ (ZfU),
- des Kompetenzzentrums für Öffentliche Wirtschaft und Daseinsvorsorge der Universität Leipzig.

## Forschungsgebiete und Projekte
Gawels Forschungsschwerpunkte liegen in der Finanzwissenschaft, der Neuen Institutionenökonomik sowie in der Umwelt- und Energieökonomik.
Aktuelle Forschungsprojekte (Auswahl):
- Spitzencluster BioEconomy (BMBF),
- Helmholtz-Allianz ENERGY-TRANS,
- Integrated Analysis of Freshwater Resources Sustainability in Jordan (JWP) – zusammen mit der Stanford University (G8 Belmont Forum/DFG).

## Preise und Auszeichnungen
- 1985–1988: Stipendium der Studienstiftung des deutschen Volkes
- 1995–1998: Stipendium der Deutschen Forschungsgemeinschaft
- 1998: Stipendium der Max-Planck-Gesellschaft
- 2015: UFZ-Preis Wissenstransfer[7]
- 2022: UFZ-Forschungspreis[8]

## Publikationen (Auswahl)

### Monographien
- Environmental and Resource Costs Under Article 9 Water Framework Directive. Challenges For the Implementation of the Principle of Cost Recovery For Water Services (= Studien zu Umweltökonomie und Umweltpolitik. Band 13). Duncker & Humblot, Berlin 2015.
- Die Governance der Wasserinfrastruktur. 2 Bände, Hrsg. Duncker & Humblot, Berlin 2015.
- Grundzüge der mikroökonomischen Theorie. Eul, Lohmar/Köln 2009.
- Umweltabgaben zwischen Steuer- und Gebührenlösung. Eine finanzwissenschaftliche Kritik der Rechtsformrestriktionen für administrierte Umweltpreise (= Recht, Ökonomie und Umwelt. Band 9). Nomos, Baden-Baden 1999.
- Die kommunalen Gebühren. Duncker & Humblot, Berlin 1995.
- Die deutsch-deutsche Währungsunion. Verlauf und geldpolitische Konsequenzen (= Schriften zur monetären Ökonomie. Band 37). Nomos, Baden-Baden 1994.

### Artikel (Auswahl)
- Erik Gawel, Klaas Korte, Kerstin Tews: Distributional Challenges of Sustainability Policies—The Case of the German Energy Transition. In: Sustainability. Band 7, 2015, S. 16599–16615, doi:10.3390/su71215834.
- A. Purkus, M. Röder, E. Gawel, D. Thrän, P. Thornley: Handling Uncertainty in Bioenergy Policy Design – A Case Study Analysis of UK and German Bioelectricity Policy Instruments. In: Biomass and Bioenergy. Band 79, 2015, S. 64–79, doi:10.1016/j.biombioe.2015.03.029.
- E. Gawel: Article 9 Water Framework Directive: Do we really need to calculate environmental and resource costs? In: Journal for European Environmental and Planning Law (JEEPL). Band 11, Nr. 3, 2014, S. 249–271, doi:10.1163/18760104-01103004.
- E. Gawel, A. Purkus: Promoting the Market and System Integration of Renewable Energies through Premium Schemes – A Case Study of the German Market Premium. In: Energy Policy. Band 61, 2013, S. 599–609, doi:10.1016/j.enpol.2013.06.117.
- E. Gawel, K. Bernsen: What is wrong with virtual water trading? On the limitations of the virtual water concept. In: Environment and Planning C (Government and Policy). Band 30, Nr. 6, 2012, S. 168–181.
- P. Lehmann, E. Gawel: Why Should Support Schemes for Renewable Electricity Complement the EU Emissions Trading Scheme? In: Energy Policy. Band 50, 2012, S. 597–607, doi:10.1016/j.enpol.2012.10.018.
- E. Gawel, W. Bretschneider: Gehalt und Grenzen eines Rechts auf Wasser – ein Zwischenruf. In: Archiv des öffentlichen Rechts (AöR). Band 137, Nr. 3, 2012, S. 321–359.
- E. Gawel, P. Lehmann, S. Strunz, K. Korte: Die deutsche Energiewende – ein Skandalon? Falscher Alarm: Durch die Energiewende drohen weder Planwirtschaft noch „Kosten-Tsunami“. In: GAiA. Band 22, Nr. 4, 2012.
- E. Gawel: Climate Engineering als Mittel der Klimapolitik – Optionen und Herausforderungen. In: Zeitschrift für Umweltrecht (ZUR). Band 22, Nr. 10, 2011, S. 451–457.